# Alexey Ekimov
Alexey Ekimov (* 1990 in Moskau, Russische Sozialistische Föderative Sowjetrepublik) ist ein deutscher Schauspieler.

## Leben
Alexey Ekimov stammt aus einer künstlerischen Familie. Sein Vater ist Schauspieler, seine Mutter Opernsängerin und Schauspielerin. Alexey Ekimov kam im Alter von drei Jahren nach Deutschland, als seine Mutter mit ihm und seiner Schwester nach Hamburg zog, um dort ein Engagement in dem Musical Cats anzunehmen. Seine ältere Schwester Anastasia Gubareva (* 1982), die an der Folkwang-Hochschule Essen studierte, wurde ebenfalls Schauspielerin und gehörte einige Jahre zum Ensemble des Maxim-Gorki-Theaters in Berlin.
Alexey Ekimov machte seine ersten schauspielerischen Erfahrungen in einem Jugendtheaterclub in Stuttgart. Seine Schauspielausbildung absolvierte er von 2012 bis 2016 an der Staatlichen Hochschule für Musik und Darstellende Kunst Stuttgart.
Bereits während seines Schauspielstudiums war er Ensemblemitglied am Schauspiel Stuttgart und wirkte dort in verschiedenen Inszenierungen  mit, u. a. in Das kalte Herz (Regie: Armin Petras), Die Räuber (Regie: Antú Romero Nunes) und Fräulein Else (Regie: Wolfgang Michalek). In der Spielzeit 2014/15 gastierte er in der Rolle des Peer Gynt am Wilhelma-Theater in Stuttgart. In der Spielzeit 2015/16 trat er am Nationaltheater Mannheim unter der Regie von Burkhard C. Kosminski in der Produktion Ein Blick von der Brücke/Mannheim Arrival auf.
Seit der Spielzeit 2016/17 ist Alexey Ekimov festes Ensemblemitglied am Schauspiel Essen, wo er in Regiearbeiten von Jörg Buttgereit, Konstanze Lauterbach, Hermann Schmidt-Rahmer, Nils Voges, Alice Buddeberg, Karsten Dahlem, Moritz Peters, Lars-Ole Walburg und Tobias Materna auftrat. Dort debütierte er im Oktober 2016 im Grillo-Theater mit der Produktion Das Prinzip Jago. Zu seinen Bühnenrollen am Schauspiel Essen gehörten u. a. Nikolaj Stawrogin in Die Dämonen, Petja in Der Kirschgarten, Nick in Wer hat Angst vor Virginia Woolf?, Tempelherr in Nathan der Weise, Demetrius in Ein Sommernachtstraum, die Titelrolle in Peer Gynt und, als Übernahme von Jörg Malchow, auch die Titelfigur in der Wiederaufnahme von Tschick. In der Spielzeit 2022/23 trat er am Schauspiel Essen als Lancelot in Merlin oder Das wüste Land von Tankred Dorst auf.
2023 gastierte er im Rahmen des „Westwind-Festivals“ mit dem Ensemble des Schauspiels Essen am Theater Bonn.
Gelegentlich übernahm Ekimov auch Film- und Fernsehrollen. Er war u. a. in den ZDF-Fernsehproduktionen Dr. Klein und als russischer Zwangsarbeiter während des Zweiten Weltkrieges in dem TV-Zweiteiler Landgericht – Geschichte einer Familie zu sehen. In der 19. Staffel der ZDF-Serie Der Staatsanwalt (2024) hatte er eine Episodenrolle als tatverdächtiger bulgarischer Inhaber eines Lebensmittelgeschäfts. In der 26. Staffel der ZDF-Serie SOKO Leipzig (2024) übernahm er eine Episodenrolle als tatverdächtiger, an Hyperhidrose leidender Teilnehmer einer privaten Beauty-Party.
Ekimov lebt in Essen.

## Filmografie (Auswahl)
- 2014: Dr. Klein (Fernsehserie, eine Folge)
- 2017: Landgericht – Geschichte einer Familie (Fernsehfilm)
- 2024: Der Staatsanwalt (Fernsehserie, Folge Eine todsichere Sache)
- 2024: SOKO Leipzig (Fernsehserie, Folge Unter die Haut)
- 2024: Münter & Kandinsky
- 2025: WaPo Duisburg (Fernsehserie, Folge Biersorbet)